# منتخب اليابان لهوكي الميدان للسيدات
منتخب اليابان الوطني لهوكي الميدان للسيدات (باليابانية: ホッケー女子日本代表) هو ممثل اليابان الرسمي في المنافسات الدولية في هوكي الميدان للسيدات.